# Lush Life (песня Сары Ларссон)
«Lush Life» (с англ. — «Роскошная жизнь») — песня шведской певицы Сары Ларссон с её второго международного студийного альбома «So Good». Она была выпущена как лид-сингл в июне 2015 года. Ремикс с участием Тайни Темпа был выпущен в феврале 2016 года.

## Коммерческий успех
«Lush Life» 27 августа 2021 года на Spotify набрала миллиард прослушиваний. В честь этого успеха, Ларссон сообщила, что песня была ремиксом, и выпустила оригинальную песню, отмечая её «Retro Version».

## Музыкальное видео
На «Lush Life» есть три версии клипа. Первая версия была снята режиссёром Монсом Найманом. В ней Ларссон танцует на белом фоне, а также полулежит в тёмных очках и набирает номер телефона.
Вторая версия клипа представляет собой переработанную версию первой с добавлением цвета и визуальных эффектов, которая была выпущена на международные рынки. Она сейчас набрала более 750 миллионов просмотров на YouTube.
Третья версия была выпущена 5 июня 2016 года и была снята режиссёром Мэри Клерте. В клипе Сара танцует в пастельных тонах. В кадрах также есть другие танцоры, парень, к которому Ларссон ласкается и выглядит мокрой, как будто с пляжа.

## Награды и номинации
| Год  | Церемония         | Категория  | Результат |
| ---- | ----------------- | ---------- | --------- |
| 2016 | Sveriges Radio P3 | Песня года | Победа    |
| 2016 | Грэммис           | Песня года | Номинация |

## В культуре
В Чили «Lush Life» была представлена рекламой одежды Marquis из Ripley S.A.
В компьютерной игре Just Dance 2019 песня представлена, как часть Just Dance Unlimited.